# Ybbs
Az Ybbs a Duna jobb oldali mellékfolyója Ausztria Alsó-Ausztria tartományában.
Forrása Mariazell közelében, az Ybbs-völgyi Alpokhoz tartozó Großer Zellerhut lábánál található. Első szakaszán Weiße Ois, mintegy 5 km folyás után Ois, majd nagyjából Lunz am Seetől az Ybbs an der Donaunál található dunai torkolatig Ybbs néven ismert.
Erősen kanyarogva 138 km-t tesz meg nagyjából dél–északi irányban az Ybbs-völgyön keresztül. Folyása mentén főként fém- és fafeldolgozó üzemek települtek.
Jelentősebb települések a folyó mentén Lunz am See, Göstling an der Ybbs, St. Georgen am Reith, Hollenstein an der Ybbs, Opponitz, Ybbsitz, Waidhofen an der Ybbs, Sonntagberg, Kematen an der Ybbs, Amstetten és Ybbs an der Donau.

## Fordítás
- Ez a szócikk részben vagy egészben az Ybbs című német Wikipédia-szócikk ezen változatának fordításán alapul.  Az eredeti cikk szerkesztőit annak laptörténete sorolja fel. Ez a jelzés csupán a megfogalmazás eredetét és a szerzői jogokat jelzi, nem szolgál a cikkben szereplő információk forrásmegjelöléseként.